# Scream Aim Fire
Scream Aim Fire é o segundo álbum de estúdio da banda galesa de heavy metal Bullet for My Valentine, lançado em 2008.
Além das 11 faixas, a edição especial do disco tem um DVD bônus contendo o videoclipe de "Scream Aim Fire" (primeiro single do disco), galerias de fotos, cenas das filmagens do vídeo e das gravações em estúdio.

## Gravação
Scream Aim Fire foi produzido por Colin Richardson (Machine Head, Funeral for a Friend) e gravado no Sonic Ranch, nos arredores de El Paso, Texas, no início de 2007. Foi descrito por Matthew Tuck como: "apresenta um heavy metal muito melódico, refrões que ficam no ouvido e coros envolventes, música muito frontal e pesada… É muito mais acelerado que The Poison e muito mais agressivo."

## Recepção
| Críticas profissionais | Críticas profissionais |
| Avaliações da crítica  | Avaliações da crítica  |
| Fonte                  | Avaliação              |
| ---------------------- | ---------------------- |
| About.com              | [ 1 ]                  |
| Allmusic               | [ 2 ]                  |
| Sea Of Tranquility     | [ 3 ]                  |
| IGN                    | [ 4 ]                  |
| AbsolutePunk.net       | (76%)                  |
| Kerrang!               | [carece de fontes?]    |
| Ultimate Guitar        | [ 6 ]                  |
| Total Guitar           | [carece de fontes?]    |
| Metal Hammer           | [carece de fontes?]    |
| NME                    | [ 7 ]                  |

Matthew Tuck descreve o álbum em uma entrevista na Kerrang!:
"Repleto dos ingredientes clássicos do Bullet for My Valentine. Riffs de metal, ritmos pulsantes, solos a rasgar e ótimas melodias. Agarramos em tudo o que aprendemos com o disco The Poison e multiplicamos por dez e o resultado foi uma sonoridade melhor, mais atual, mais triste e mais realista".
Outras revistas e críticos analisam o álbum como o mais pesado e agitado álbum do Bullet, exatamente como Tuck o descrevera.

## Divulgação
Para promover o lançamento do álbum Scream Aim Fire, o Bullet for My Valentine efetuou uma turnê mundial de dois anos, com início no Reino Unido e na Europa em janeiro de 2008 e em seguida, seguiu para os Estados Unidos no final de fevereiro.
A música título "Scream Aim Fire" também apareceu no jogo eletrônico Guitar Hero: World Tour.

## Faixas
1. "Scream Aim Fire" - 4:27
2. "Eye of the Storm" - 4:02
3. "Hearts Burst Into Fire" - 4:59
4. "Waking the Demon" - 4:08
5. "Disappear" - 4:04
6. "Deliver Us from Evil" - 5:56
7. "Take It Out on Me" - 5:50
8. "Say Goodnight" - 4:42
9. "End of Days" - 4:17
10. "Last to Know" - 3:15
11. "Forever and Always" - 6:46
12. "No Easy Way Out" - faixa bônus (4:32)

### Deluxe edition
- "Road to Nowhere" - 4:19
- "Watching Us Die Tonight" - 3:53
- "One Good Reason Why " - 4:05
- "Ashes of the Innocent " - 4:13

## DVD
- Scream Aim Fire - Videoclipe oficial
- The Making of “Scream Aim Fire“
- Bullet TV
- Photo Gallery
- Show do álbum